# Saint-Groux
Saint-Groux là một xã ở tỉnh Charente phía tây nước Pháp. Xã này có diện tích 4,5 kilômét vuông, dân số năm 1999 là 122 người. Khu vực này có độ cao trung bình 61 mét trên mực nước biển.